# Свети Георги (Рибарци)
Вижте пояснителната страница за други значения на Свети Георги.
„Свети Великомъченик Георги Победоносец“ или „Свети Георгий“ (на македонска литературна норма: „Свети Георгиј Победоносец“) е възрожденска църква в битолското село Рибарци, част от Преспанско-Пелагонийската епархия на Македонската православна църква – Охридска архиепископия.
Църквата е гробищен храм, разположен западно от селото. Издигната е в 1862 година – това е отбелязано в надпис над вратата. В 1918 година по време на Първата световна война, когато Рибарци е на фронтовата линия, църквата е разрушена. В 1936 година храмът е издигнат отново, а в 1971 година е обновен. Намира се на най-високото място в селото, заградено с желязна ограда. Около църквата има гробове, а на юг е изградена трапезария.